# Hemlingby naturvårdsområde
Hemlingby naturvårdsområde är ett naturvårdsområde (sedan 1999 likställt med naturreservat) i Gävle kommun i Gävleborgs län.
Området är naturskyddat sedan 1989 och är 900 hektar stort. Reservatet ligger strax söder om Gävle och består av barrskog, myrar, jordbruksmark och Hemlingbysjön.